# Хімік (фільм, 1936)
«Хімік» (The Chemist) — короткометражна кінокомедія 1936 року з Бастером Кітоном в головній ролі.

## Сюжет
Елмер Тріпл потрібно придумувати щось нове і дивовижне. Він має успіх не лише в створенні «Наступна велика річ», але і в ловлі ганстерів.

## У ролях
- Бастер Кітон — Елмер Тріпл
- Мерлін Стюарт
- Ерл Гілберт
- Дональд МакБрайд — ганстер
- Херман Ліб — ганстер